# Синатрина доктрина
"Синатрина доктрина" је назив које је совјетска влада Михаила Горбачова употребила да шаљиво опише своју политику према суседним државама Варшавског пакта која дозвољава нацијама да слободно одлучују о властитим унутрашњим питањима. Име алудира на Френк Синатрину песму "My way" - Совјетски Савез је допустио овим нацијама да крену својим путем.

## Ситуација пре усвајања доктрине
Брежњевљева доктрина под којом се водио Совјетски Савез од 1968. до 1989, при строгом контролисању унутрашњих послова сателитских република наишла је на отпор крајем 1980их. Унутрашњи потреси у структури совјетског система, све већи економски проблеми, јачање антикомунистичких опција у земљи, и последице рата у Авганистану, смањили су практични утицај Совјетског Савеза на његове суседе. Синатрина доктрина је виђена у Москви као давање дозволе савезницима да сами одлучују о својој будућности. Чињеница је да је то ретроспективна политика, јер су совјетски савезници већ одавно имали доста велику слободу одлучивања. Месец дана пре Герасимове изјаве:
- Пољска је основала прву не-комунистичку владу од 1940их,

- Мађарска је отворила своју границу са Аустријом у августу 1989, занемарујући Гвоздену завесу, као последица отварања ка западу, хиљаде људи пребегло је на запад, што је узнемирило Источно Немачку владу. Упркос томе

мађарска влада није хтела да спречи егзодус.
Ови догађаји су веома узнемирили тврдокорне комунисте у Источној Немачкој као што је њен тадашњи вођа Ерих Хонекер, који је осудио крај традиционалног социјализма у Совјетском блоку и апеловао да Москва обузда Мађаре. Хонекер се суочио са растућом кризом у својој земљи, са масивним антивладиним демонстрацијама у Лајпцигу и осталим Источно-немачким градовима.

## Усвајање доктрине
Фразу је сковао 25. октобра 1989. изасланик министарства за спољне послове Генадиј Герасимов. Он се појавио на популарном америчком телевизијском програму Good Morning America, да објасни став који је пре два дана изнео совјетски министар за иностране послове Едуард Шеварнадзе. Рекао је да совјети признају слободу избора свим земљама, а то се посебно односи на државе чланице Варшавског пакта. Герасимов је рекао новинару: "Ми сада имамо Френк Синатрину доктрину. Он је написао песму, I Did It My Way: Па тако свака земља сама одлучује којим ће путем ићи." На питање новинара да ли то значи да Москва прихвата могуће одбацивање комунистичког режима у совјетском блоку он је одговорио: "Свакако... политичке структуре мора да бира народ који живи тамо."

## Последице усвајања доктрине
Проглашење „Синатрине доктрине“ имало је драматичне последице широм Совјетског блока. Источно-немачка влада је изгубила очекивану помоћ из Москве, и интервенција како би се одбранио комунистички режим је изостала. Када је Источна Немачка као одговор на апел из Москве добила Шеварнадзеов говор и Герасимов незаборавни опис нове политике, Хонекерова порука је била: „Не замарајте нас са вашим проблемима, решите их сами." 
Ово је био јасан знак да Источно-немачки комунисти неће моћи више да рачунају на помоћ из Совјетског Савеза. Неколико недеља касније збачане су комунистичке партије Источне Немачке, Чехословачке и Бугарске, сигнализирајући крај Хладног рата и поделе Европе. 